# Euphysa ruthae
Euphysa ruthae is een hydroïdpoliep uit de familie Corymorphidae. De poliep komt uit het geslacht Euphysa. Euphysa ruthae werd in 1983 voor het eerst wetenschappelijk beschreven door Norenburg & Morse. 